# Ripatransone
Ripatransone är en ort och kommun i provinsen Ascoli Piceno i regionen Marche i Italien. Kommunen hade 4 202 invånare (2018).